# Chiesa di San Bartolomeo (Peio)
La chiesa di San Bartolomeo è una chiesa cattolica situata nella località di Pegaia, nel comune trentino di Peio; è suffraganea della parrocchiale dei Santi Filippo e Giacomo di Cogolo, e fa parte dell'arcidiocesi di Trento.

## Storia

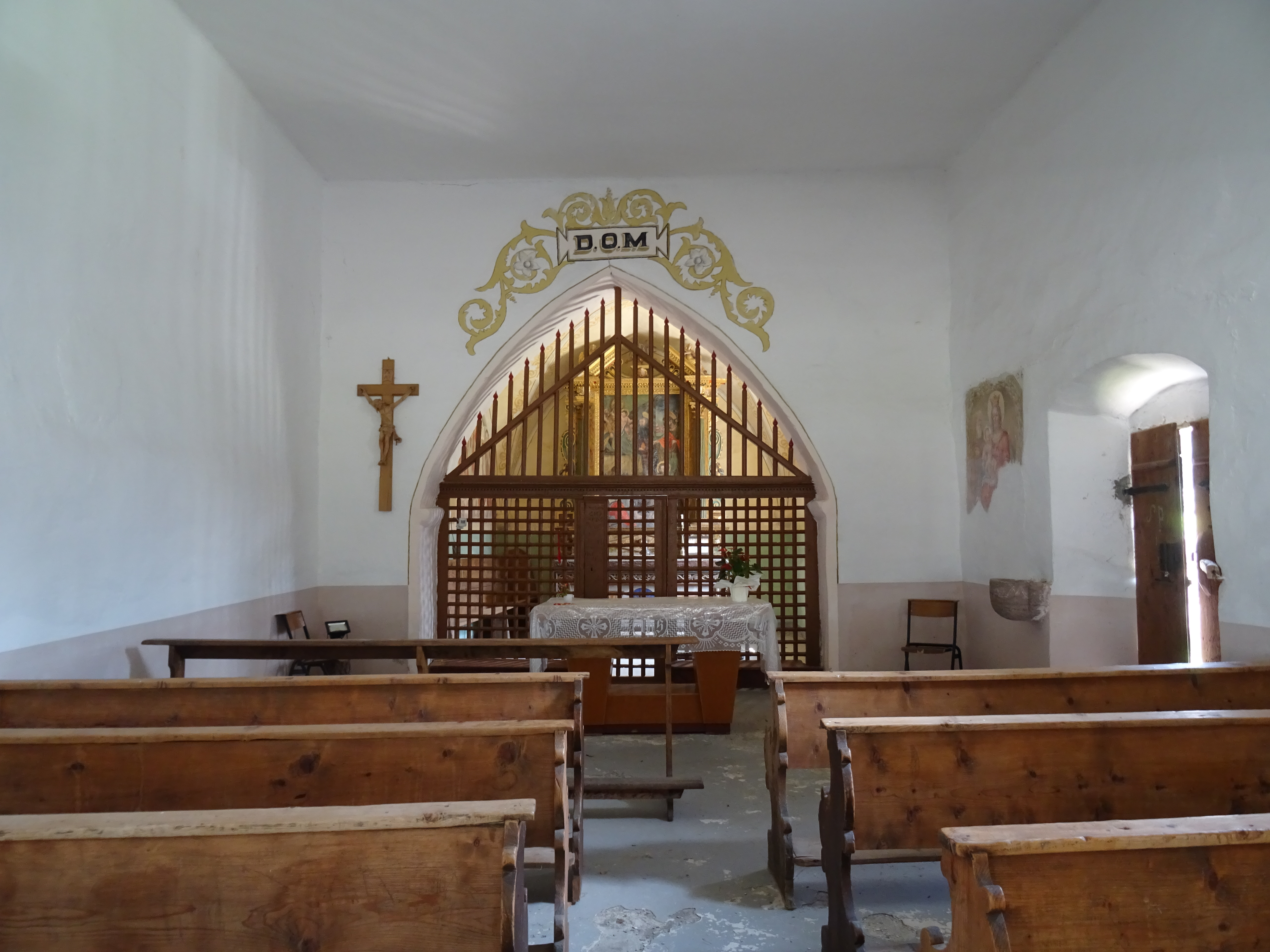
Interno

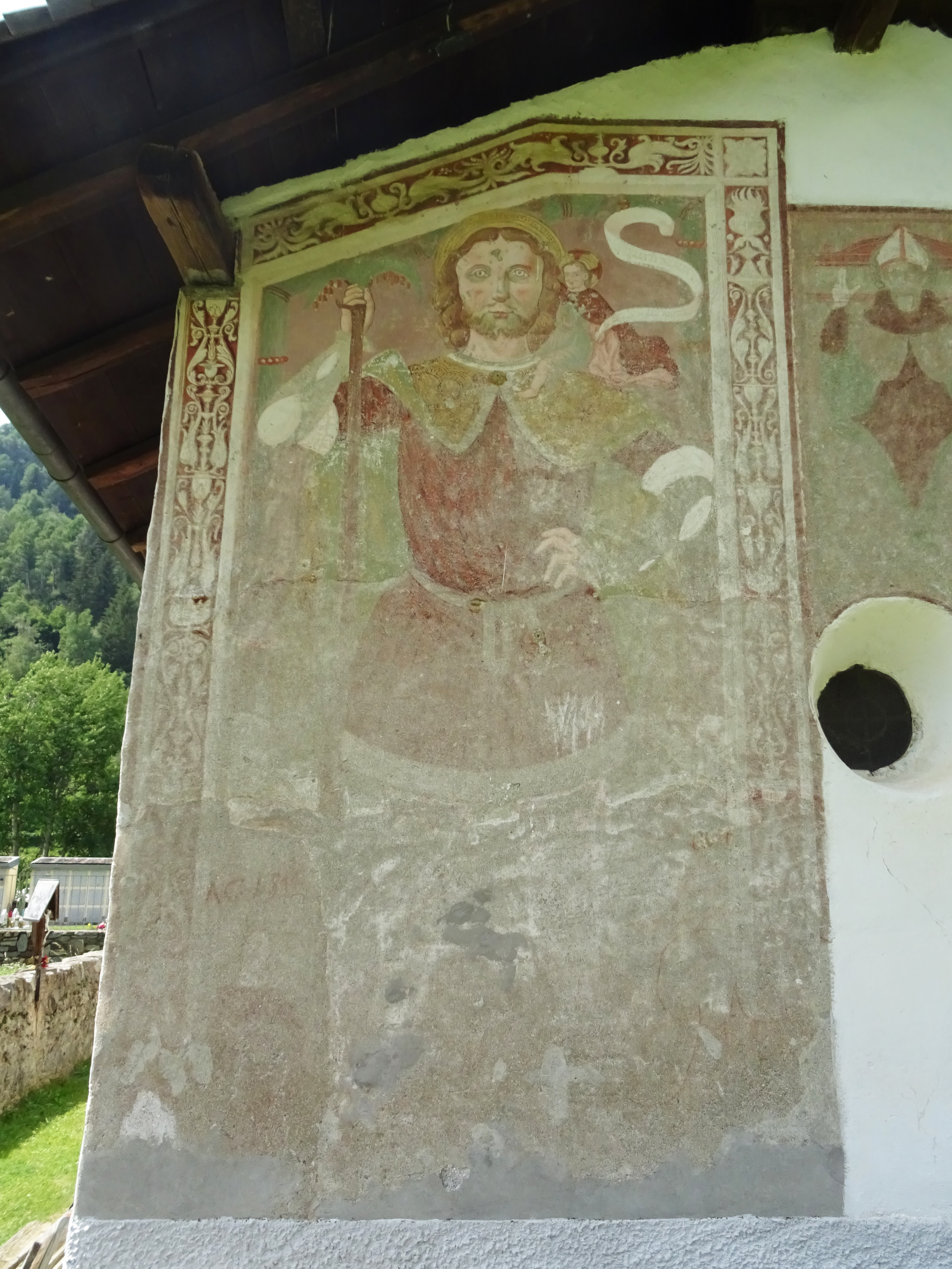
L'affresco di san Cristoforo sul retro

Le origini della chiesa, documentata a partire dal Quattrocento ma forse anche duecentesca (i benedettini avevano possedimenti a Pegaia nel 1281), sono incerte; secondo una storia venne fondata da minatori in epoca medievale, un'altra la vede costruita da famiglie che si rifugiarono in loco per sfuggire a un'epidemia; la tradizione più consolidata è però quella secondo cui sarebbe stata parte di un villaggio di nome Pegaia, che sarebbe stato distrutto verso il 1431 da una valanga o una frana che risparmiò solo il sacello.
L'edificio, in origine una piccola cappellina, venne ampliato a inizio Cinquecento aggiungendo l'odierna navata, e quindi consacrato il 22 agosto 1512 dal vescovo suffraganeo di Trento Michele Iorba: venne dedicato ai santi Bartolomeo, Paolo e Tommaso, dei quali ora resta titolare solo il primo; l'anno seguente Cristoforo II Baschenis realizzò l'impianto decorativo del presbiterio e della parete esterna orientale. Un'altra consacrazione è registrata nel 1582, mentre nel 1579 è documentata l'esistenza di un cimitero adiacente.
Nel 1624 venne installata la cancellata in legno che delimita il presbiterio, nel 1728 venne realizzato l'affresco presente in navata, e nel 1849 il soffitto a cassettoni venne sostituito da uno in muratura (gli intagli del soffitto vennero venduti a un tal Giuseppe Bernardi di Celledizzo).
Adibita a magazzino e stalla durante la prima guerra mondiale (probabilmente nello stesso periodo il portale maggiore venne convertito in finestra), venne ristrutturata a fine conflitto e quindi riconsacrata il 20 settembre 1920; un altro restauro seguì nel 1967.

## Descrizione

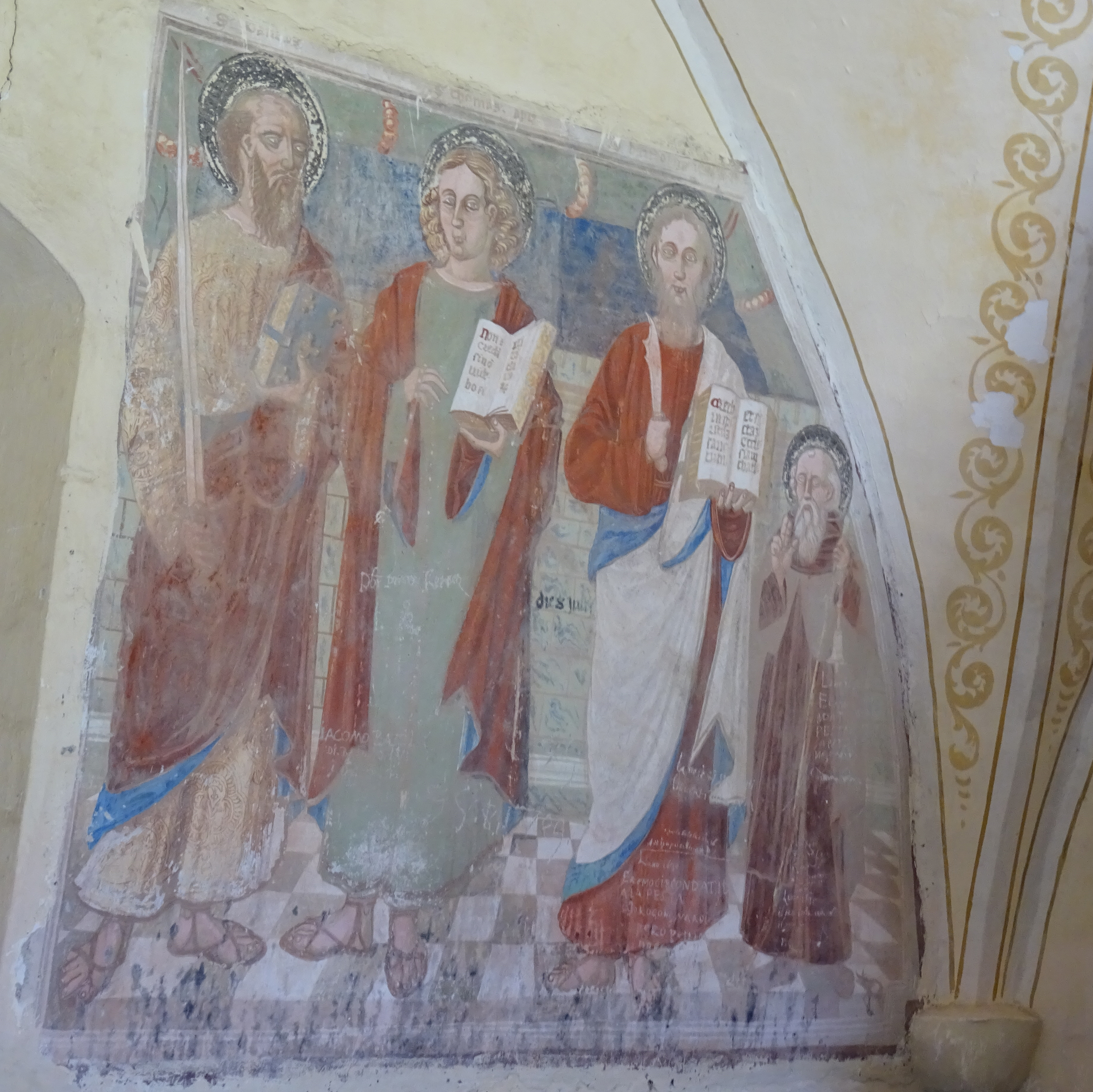
L'affresco del presbiterio raffigurante i santi Paolo, Tommaso, Bartolomeo e Antonio abate; vi si leggono anche alcuni graffiti seicenteschi: uno recita L'anno 1630 eremo circondati da la peste, santo Rocho ne guardi, mentre un altro, decisamente più prosaico, testimonia che anno 1635 il fieno costa rainesi 6 il passo.

La chiesa, orientata ad est, sorge isolata tra i prati della località di Pegaia, all'imbocco della Valle della Mare, raggiungibile in un quarto d'ora a piedi da Cogolo (che le sta a sud). È circondata da uno stretto sagrato delimitato da un muro di cinta ed è affiancata ad ovest da un camposanto.

### Esterno

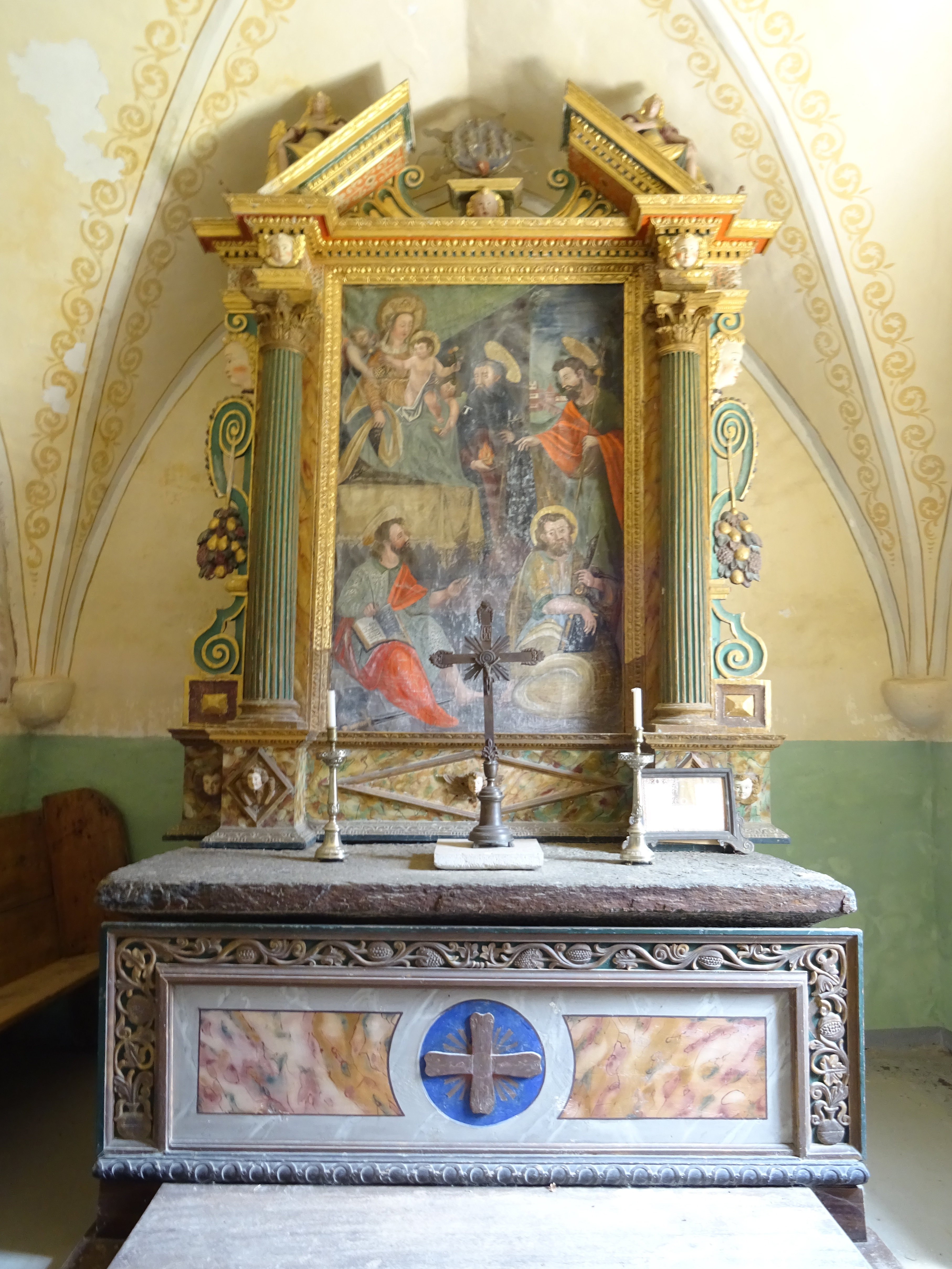
Altare

La chiesa si presenta con facciata a capanna, aperta da tre finestre (di cui la centrale, più grande, era in origine il portale d'ingresso) e da un piccolo oculo in alto; sul lato meridionale si trovano sia l'accesso all'aula, sia quello alla cantoria, sopraelevato e raggiungibile tramite una scaletta. Le uniche altre aperture dell'edificio sono una finestra centinata sulla parete nord, e un oculo su quella di fondo. Davanti, sul colmo del tetto, che è realizzato in scandole lignee, si erge un campanile a vela in muratura.
Sulla parete orientale si trovano alcuni affreschi raffiguranti sant'Agostino (con abiti sia da monaco, sia da vescovo), una Madonna con Bambino in Maestà e, più grande di tutti in una cornice a candelabra, san Cristoforo; avvicinabili per stile a quelli della chiesa di Sant'Agata di Commezzadura, sono opera di un Baschenis (forse Cristoforo II).

### Interno
L'interno è a navata unica, a pianta rettangolare, pavimentata in battuto di calce e coperta da un soffitto piano in muratura; addossata alla parete occidentale si trova una cantoria con volta a crociera, accessibile dall'esterno. Sulla parete destra della navata, verso il presbiterio, si trova un riquadro affrescato contenente una Madonna con Bambino, datato 1728. 
Una cancellata lignea preclude l'accesso al presbiterio, che corrisponde alla primitiva cappellina quattrocentesca, introdotto da un arco santo ogivale e coperto da volta a crociera; sulla sua parete sinistra si trova un riquadro datato 8 luglio 1513, contenente i santi Paolo, Tommaso, Bartolomeo e Antonio abate (più piccolo per adattarsi alla curvatura del muro), dello stesso autore di quelli esterni. È presente un unico altare, seicentesco, in legno intagliato e dorato, con pala raffigurante una sacra conversazione simile a quella di Martino Teofilo Polacco ospitata nella chiesa dei Santi Filippo e Giacomo di Cogolo.